# Buče
Buče es un pueblo ubicado en el municipio de Berane, en Montenegro.

## Demografía
Hasta 2011 la población era de 932 habitantes, conformada por 257 hogares y 373 viviendas.
| 792                                                              | 807 | 894 | 956 | 989 | 954 | 1000 | 932 |
| (Fuente: Population statistics of Eastern Europe & former USSR.) |     |     |     |     |     |      |     |

| Etnicidad                                           | Número | Porcentaje |
| --------------------------------------------------- | ------ | ---------- |
| Serbios                                             | 578    | 57,80 %    |
| Montenegrinos                                       | 362    | 36,20 %    |
| Musulmanes                                          | 15     | 1,50 %     |
| Croatas                                             | 1      | 0,10 %     |
| Otros                                               | 34     | 3,40 %     |
| Fuente: Republic of Montenegro. Statistical Office. |        |            |